# Feng Yuxiang
Feng Yuxiang (en chino tradicional, 馮玉祥; en chino simplificado, 冯玉祥; pinyin, Feng Yuxiang; Wade-Giles, Feng Yu-hsiang; 6 de noviembre de 1882-1 de septiembre de 1948) fue un caudillo militar y político republicano chino. También fue conocido como el «general cristiano» por su conversión a esta fe y su afán de convertir a sus tropas y también como el «general traidor» por su abandono de la camarilla de Zhili durante la Segunda Guerra Zhili-Fengtian que permitió la victoria de la segunda. Creador y dirigente del Guominjun, dominó parte de la China septentrional hasta su derrota en 1930.
En 1911, al estallar la Revolución de Xinhai era oficial del Ejército de Beiyang controlado por Yuan Shikai pero desertó para unirse a los revolucionarios alzados contra la dinastía Qing.
Alcanzó un puesto destacado dentro de la camarilla de Zhili en tiempos de Wu Peifu pero llevó a cabo el golpe de Pekín en 1924 que permitió la derrota de Zhili y trajo a Sun Yat-sen a Pekín. Se unió al Partido Nacionalista (KMT), y  apoyó la Expedición al Norte y se convirtió en hermano de sangre de Chiang Kai-shek (Jiang Jieshi), pero se opuso a la consolidación del poder de este en la guerra de los Llanos Centrales. Rompió con Jiang nuevo con su la resistencia a las incursiones japonesas en 1933 y pasó sus últimos años respaldando a la fracción izquierda del KMT, que colaboró con los comunistas chinos.

## Comienzos
Su familia era humilde. Su padre se había enrolado en diversas unidades militares para tratar de escapar de la pobreza como albañil y sirviente. Feng era su segundo hijo, nacido en 1882 en Zhili, donde se hallaba destinado el padre. De los siete hijos del matrimonio, solo él y su hermano mayor alcanzaron la edad adulta. Poco después de nacer la familia se trasladó a Baoding y más tarde a una localidad cercana a esta; en esta región pasó Feng su dura juventud —la familia se hallaba en constantes dificultades financieras— y adquirió su acento. Sus padres eran adictos al opio.
Con diez años, amigos de su padre le alistaron en su unidad —una costumbre que les permitía recibir un sueldo— y, al no recordar su nombre, le inscribieron con el nombre con el que 
se le conocería más tarde, Feng Yuxiang. Su madre murió en esta época y el joven Feng fue a vivir a los cuarteles con su padre, donde recibió su escasa educación gracias a un tutor. Marchó con su padre a Taku, donde participó en los trabajos para reforzar la fortaleza durante la primera guerra sino-japonesa en 1894. Apenas recibió quince meses de educación formal y se formó de manera autodidacta durante toda su vida.

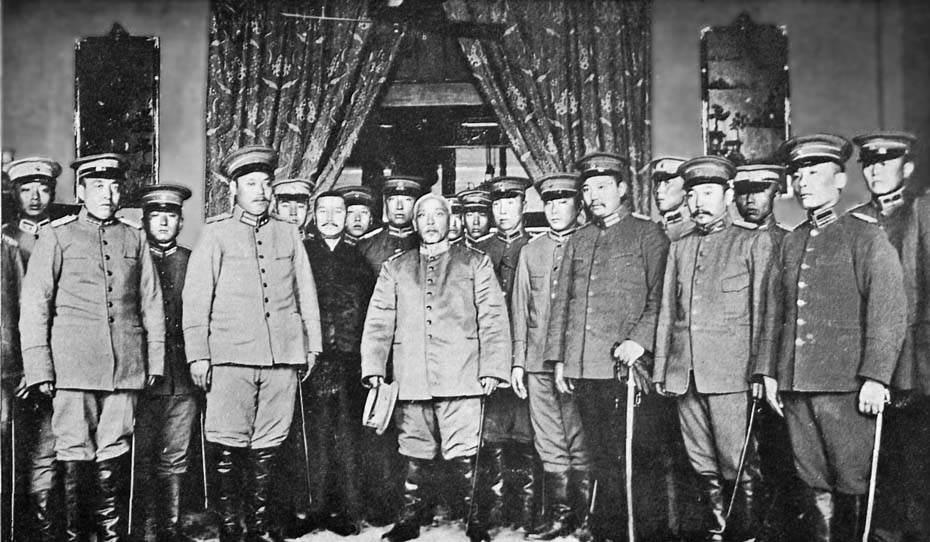
Yuan Shikai rodeado de militares tras su toma de posesión como presidente de la república. Feng ascendió en el Ejército de Beiyang controlado por Yuan, aunque se opuso secretamente a su restauración de la monarquía.

Se unió formalmente al Ejército de Huai cuando sólo tenía 14 años, al regresar con su padre de Taku en 1896. Poco después de su alistamiento, sus malas experiencias con el juego y la bebida hicieron que abandonase ambos de por vida. Inteligente y trabajador, dedicaba la mayor parte de su tiempo al trabajo y al estudio, confiando en obtener así un rápido ascenso. Desilusionado con la corrupción de los oficiales de su unidad, con las malas condiciones en las que vivían los soldados y con sus nulos ascensos, abandonó su unidad para unirse al nuevo ejército de Yuan Shikai (27 de abril de 1902). Su impresión de las tropas de Yuan fue mucho mejor que la de su antigua unidad y sus superiores apreciaron desde el comienzo sus cualidades; poco después ascendió a sargento. En 1905 ya era jefe de pelotón y aprobaba los diversos exámenes de ascenso con las mejores notas. Ese mismo año, su unidad se convirtió en la 6.ª División, con Duan Qirui como comandante. A finales de año, la industria y habilidad de Feng le habían llevado a ascender a jefe de compañía. Atrajo además la atención de su comandante de brigada, que le ofreció a la sobrina de su esposa en matrimonio al carecer de hijas en 1907. Ese mismo año marchó junto a la 3.ª División y algunas brigadas de la 5.ª y 6.ª a Manchuria, región de la que Xu Shichang había sido nombrado gobernador. Se le ascendió a comandante de una de las brigadas mixtas. Feng dedicó los años que pasó en Manchuria (hasta el otoño de 1911) en mejorar su formación y combatir a las abundantes formaciones de bandidos que asolaban la región y a menudo batían a las tropas imperiales. La observación de las condiciones de las tropas, a menudo incapaces de enfrentarse a los bandidos, influyeron en las medidas que más tarde aplicó a sus propias unidades.
A diferencia de otros soldados que se jugaban su salario, Feng lo ahorraba y utilizaba parte de él para ayudar a otros soldados necesitados, especialmente los soldados adjuntos, por lo que se ganó la consideración de sus camaradas de armas.
Durante la Revolución de Xinhai de 1911, se unió a la sublevación en Luanzhou contra la corte Qing y el apoyo a los revolucionarios del sur. Durante su periodo en Manchuria, la influencia de sus compañeros oficiales le había hecho desarrollar hostilidad hacia la corte manchú. El levantamiento fue aplastado por las tropas fieles al Gobierno imperial. En realidad, aunque apoyó el fracasado levantamiento en el norte, no pudo participar en los combates ya que se hallaba arrestado. Gracias a sus contactos en el ejército, su rebeldía se castigó simplemente con su retiro y envío a Baoding.

## La presidencia de Yuan Shikai
Su suerte cambió con la toma de posesión de Yuan Shikai como presidente de la república el 10 de marzo de 1912. Yuan ordenó la formación de cinco nuevos batallones y Feng recibió inmediatamente el mando de uno de ellos, formado por quinientos soldados. Esta unidad se convirtió en el núcleo del poder de Feng. Entre el verano de 1912 y el otoño de 1913, el batallón de Feng estuvo en los alrededores de la capital; durante este periodo Feng reclutó a los que más tarde serían sus principales lugartenientes. Durante la Segunda Revolución en la que el Guomindang trató infructuosamente de eliminar a Yuan del poder, Feng se mantuvo fiel a Yuan y pasó a mandar un regimiento.
En 1914 recuperó el rango militar y durante los años siguientes defendió el régimen de Yuan. En la primavera de 1914, sus tropas entraron en combate por primera vez en la campaña contra el bandido conocido como «el lobo blanco». En el verano de 1914, como comandante de una nueva brigada, participó en la represión del bandido, que fue finalmente derrotado y muerto por las tropas gubernamentales, entre las que las de Feng destacaron por su resistencia y buen adiestramiento. En octubre sus fuerzas se convirtieron en la 16.ª Brigada Mixta con más de cinco mil soldados, dependiente desde entonces directamente del Gobierno de Pekín. Esta unidad con su nueva autonomía constituyó el núcleo del poder de Feng en los años siguientes; estuvo al frente de ella durante siete años.
Durante la Guerra de Protección Nacional de 1915-16 se le envió a Sichuan a ayudar al gobernador de la provincia a combatir contra el Ejército de Protección Nacional opuesto a la restauración monárquica de Yuan, pero estableció secretamente contacto con el jefe rebelde, Cai E. Feng mantuvo una actitud ambigua y calculada entre los dos bandos pare evitar pronunciarse abiertamente a favor de alguno de ellos hasta que el resultado del enfrentamiento estuviese claro. Por su denuedo en la lucha contra los rebeldes —a pesar de sus posteriores desmentidos en sus memorias—, Yuan le nombró barón de tercer grado. Solo a mediados de marzo de 1916, tras rebelarse más provincias meridionales, Feng comenzó seriamente las conversaciones con los rebeldes y acordó un alto el fuego que se mantuvo hasta el final de la crisis. Se mostró reacio a respaldar la exigencia de los rebeldes de que Yuan abandonase no solo el trono, sino también la presidencia; solo cuando su comandante declaró la provincia independiente del Gobierno central se unió finalmente a los alzados. Tras la muerte de Yuan en junio, Duan Qirui, primer ministro y ministro de Defensa, ordenó a Feng acantonar sus tropas en Langfang, a medio camino entre la capital y Tianjin, donde pasó el resto del año y la primavera de 1917 adiestrando a sus soldados.

## Predominio de Duan Qirui
En abril de 1917, fue despojado de su rango por desavenencias con Duan, que pretendía retirarle parte de la 16.ª Brigada para crear una nueva pero continuó a pesar de ello al frente de sus tropas, que no le permitieron marchar a su nuevo puesto. Tras diversas conversaciones con enviados del Gobierno, Feng accedió a abandonar el mando de su unidad y marchar a la nueva, pero pronto dimitió y, al no aceptarse, afirmó encontrarse enfermo para trasladarse a las cercanías de Pekín desde mantuvo el contacto con su antigua brigada. La campaña contra Zhang Xun, que había restaurado la dinastía Qing le permitió recuperar el mando de la brigada, que se negó a marchar contra Zhang sin él al frente. Tras varios choques con las tropas monárquicas, la brigada fue de las primeras en entrar en Pekín. El 21 de julio, ya aplastada la restauración, recuperó formalmente su puesto al frente de la brigada.
En febrero de 1918, se le ordenó suprimir el Movimiento de Protección de la Constitución, pero declaró su apoyo a las conversaciones de paz de Hubei entre este y el Gobierno de Pekín, como los miembros de la camarilla de Zhili, que consideraban la campaña en el sur beneficiosa únicamente para su rival, la camarilla de Anhui. A raíz de este motín, fue despojado de rango de teniente general, pero conservó el mando de sus fuerzas. Pasó a depender entonces de Cao Kun y Wu Peifu, ingresando en su camarilla. La captura de Changde en junio de ese año y el asesinato de su mentor en el Ejército le reportaron la recuperación de su puesto como compensación. Feng, competente militar, ya había logrado un rango notable antes de ingresar en la camarilla, a la que no debía su ascenso. Durante los dos años siguientes, sirvió como «comisario de defensa» de Changde, donde reforzó el adiestramiento de sus tropas por el que más tarde serían conocidas. Las tropas de Feng descollaban por su forma física, capacidad para las marchas forzadas y ausencia de corrupción y favoritismos.
También en Changde, Feng comenzó a extender el aprendizaje de oficios entre sus soldados y oficiales, programas de alfabetización e idiomas extranjeros y adoctrinamiento moral. Feng prohibía a sus tropas beber, fumar tabaco u opio, dedicarse al juego o visitar los prostíbulos, que clausuraba allí donde llegaban sus fuerzas. También puso en práctica un intenso programa de cristianización de las tropas, que debían asistir a misas aunque no se exigía su bautismo. Interesado en que los soldados se imbuyesen de un sentido de la moral y de entrega al pueblo y a dios, era el propio Feng el que juzgaba si su comportamiento se ceñía a su ideal.
Interesado en los beneficios para la disciplina del cristianismo, Feng también fomentaba la lealtad de sus hombres mediante la preocupación constante por su bienestar, la limitación de los castigos corporales y sus frecuentes discursos en los que se mostraba como buen orador. Los ascensos se regían por los méritos y Feng rechazaba el nepotismo. Las condiciones de vida de los oficiales no se distinguían apreciablemente de la de los soldados.
Como máxima autoridad civil y militar en el distrito, Feng puso en marcha medidas para asegurar el orden y acabar con el bandidaje, el juego, la prostitución o el consumo de opio. Fomentó la educación pública y favoreció los organismos de bienestar públicos como asilos, orfanatos y centros de tratamientos de drogodependientes; empleó además a sus tropas en obras públicas. En general, los territorios bajo su control gozaban de una administración poco habitual entre los caudillos militares y deseaban que se mantuviese, ya que las alternativas eran habitualmente peores. Bien considerado generalmente por los extranjeros, Feng no toleraba, sin embargo, la infracción de las leyes chinas o sus bandos.
Tras la derrota de la camarilla de Anhui de Duan Qirui a manos de la camarilla rival de Zhili en la guerra Zhili-Anhui en 1920, los vencedores —a los que Feng era favorable— le enviaron en julio a Henan, donde permaneció hasta la primavera del año siguiente. Participó entonces en la expulsión del gobernador militar de Shaanxi, que se resistía a abandonar el puesto; en recompensa a su desempeño en esta labor el 5 de agosto su brigada se convirtió en la 11.ª División (5 de agosto de 1921). Cuando el nuevo gobernador militar de la provincia se suicidó pocos días más tarde, se nombró a Feng gobernador militar el 25 de agosto. Fracasó en reunificar realmente la provincia, pero aplicó algunas reformas en la parte que controlaba directamente, similares a las que había introducido anteriormente en Changde. Como ya había sucedido en Changde, la marcha de Feng en la primavera de 1922 supuso el abandono de las reformas que había implantado.

## Conversión al cristianismo
Se convirtió al cristianismo en 1914, siendo bautizado en la Iglesia Metodista Episcopal, tras años de interés y curiosidad, no siempre favorable, a esta fe y a los misioneros que operaban en China. Ciertas actitudes, como el interés por la educación, su industria, su rechazo del opio o el abandono de algunas tradiciones como el vendado de pies, impresionaron a Feng. Calculador, la influencia de las potencias occidentales y el uso del pseudo cristianismo ante las tropas al estilo de los Taiping también pesaron en la conversión de Feng.
Feng comenzó su carrera como cacique militar poco después de la caída del gobierno de Yuan Shikai, en 1916. Feng, sin embargo, se distinguió de otros caudillos regionales por gobernar sus dominios con una mezcla de paternalista socialismo cristiano y la disciplina militar. Prohibió la prostitución, el juego y la venta de opio y morfina.
En 1923, el misionero protestante británico Marshall B. Broomhall dijo de él:

El contraste entre los Ironsides de Cromwell y los Cavaliers de Carlos no es más sorprendente que el que existe en China hoy en día día entre las piadosas y disciplinadas tropas del general Feng y el tipo normal de hombre que en aquellas tierras se conoce con el nombre de soldado... Si bien es exagerado decir que no hay buenos soldados en China fuera del ejército del general Feng, no es menos cierto que la gente en general temen la presencia de tropas como las de los grupos de bandidos.

## Apogeo

### En la camarilla de Zhili

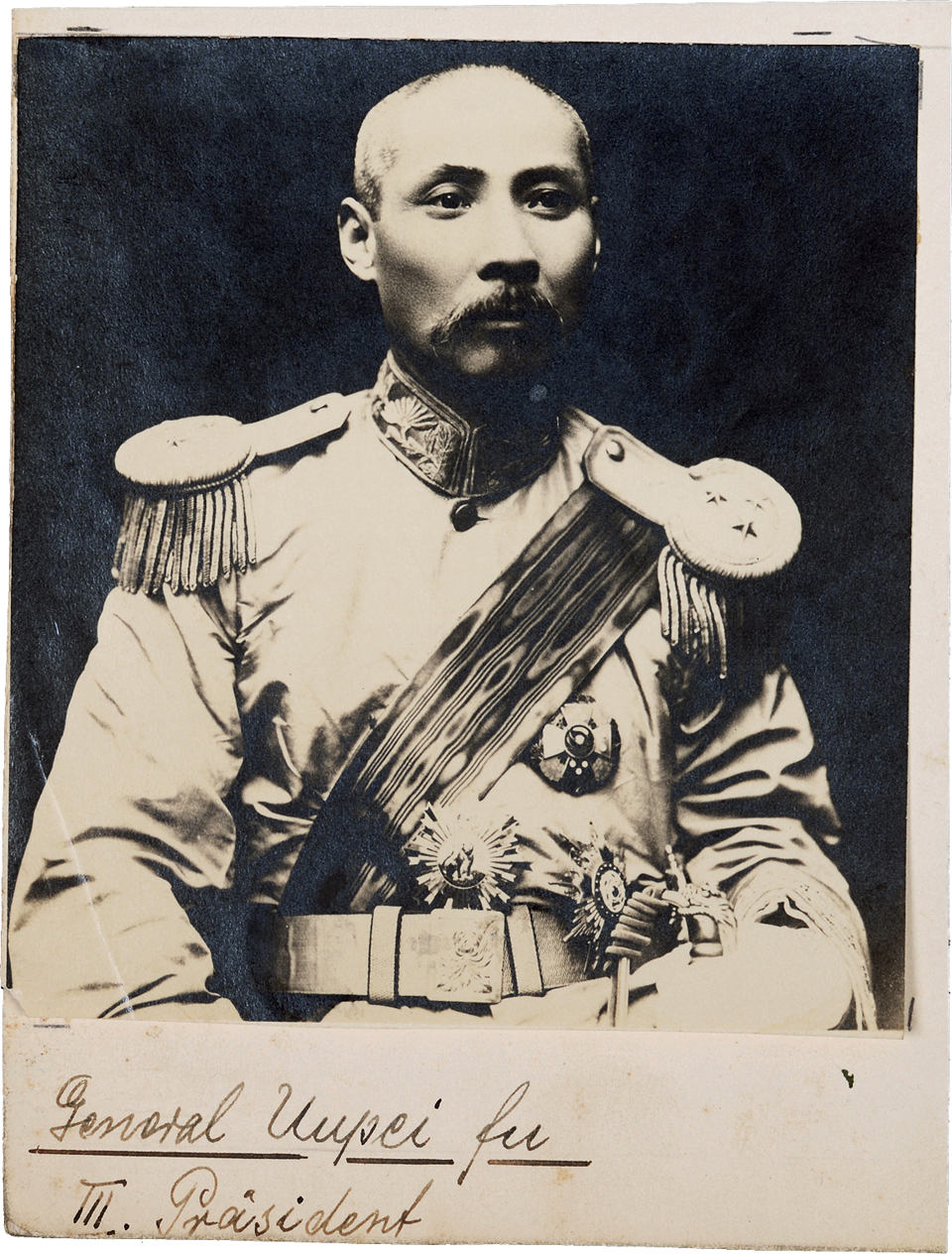
Duan Qirui, cabecilla de la camarilla de Anhui, fue rival de Feng, que pasó a la camarilla de Zhili a finales de la década de 1910. Más tarde Feng hubo de admitirlo como presidente durante su época de coalición con Zhang Zuolin en 1924-1926.

A comienzos de la década de 1920, Feng comenzó a destacar entre los caudillos militares que formaban la camarilla de Zhili, llamada así por el origen de la mayoría de sus cabecillas y centro de su base de poder, la provincia de Zhili.
Feng permaneció en su provincia hasta 1922, cuando penetró en Henan para apoyar a Wu Peifu en la guerra contra la camarilla rival de camarilla de Fengtian en la Primera Guerra Zhili-Fengtian y aplastar la rebelión del gobernador de esta provincia. Las tropas de Feng desempeñaron un papel muy destacado en este enfrentamiento. Una de sus brigadas, enviada a la provincia de la capital, tuvo fue crucial en la derrota de Zhang. Se le nombró gobernador de Henan, puesto que solo ocupó durante medio año. El puesto lo había obtenido a pesar de los deseos de Wu, que había preferido mantener en su puesto al gobernador rebelde que entregar la provincia a Feng, miembro demasiado díscolo de la camarilla. Feng, por el contrario, había continuado atacando al gobernador rebelde hasta lograr su expulsión y ser nombrado en su lugar. Nuevamente, Feng puso en marcha una serie de reformas en la provincia, esta vez con más éxito. La administración de la parte de la provincia que controlaba realmente mejoró notablemente, aunque su traslado en noviembre volvió a desbaratarlas.
Amplió sus unidades, creando tres nuevas brigadas mixtas (la 7.ª, 8.ª y 25.ª), pero su nombramiento como inspector del Ejército —un ascenso en teoría— le privó del control territorial necesario para cualquier caudillo militar. Para entonces Feng contaba con unos 20 000 a su mando. Tras la guerra de 1922, su poder había crecido notablemente, lo que le llevó a enfrentarse a Wu, que temía su ascenso. El 31 de octubre de 1922, Wu Peifu transfirió a Feng y le destinó a la guarnición de la capital, Pekín,113 método que Wu utilizó para privarle del control de Henan, de donde obtenía sus recursos financieros. Esto colocó a Feng en una situación desesperada, privándole de los fondos que le permitían mantener sus tropas. Para empezar, tomó partido por Cao Kun y los caciques menores de la camarilla de Zhili frente a los partidarios de Wu Peifu. A finales de 1922, había acantonado sus fuerzas en las cercanías de Pekín, principalmente en Nanyuan, a pocos kilómetros al sur de la capital (un regimiento quedó en Pekín y una brigada al este de la ciudad).
Fue nombrado entonces codirector de asuntos militares de Shaanxi, puesto de escasa relevancia, logrando al poco el gobierno militar de la provincia gracias al fortuito fallecimiento del entonces gobernador. Como, «hijo adoptivo» —miembro de la camarilla alejado de sus caudillos principales—  sus recompensas por participar en los conflictos de la camarilla eran escasas. Fue en esta época cuando Feng comenzó a acercarse a la Unión Soviética.
En enero de 1923 apoyó, junto con otros caciques menores de la camarilla, a Cao Kun en su enfrentamiento con Wu Peifu, permitiéndole sustituir al Gobierno, controlado por este, por otro de sus partidarios. En junio volvió a respaldar a Cao, esta vez asegurando la huida del presidente Li Yuanhong mediante el uso de sus tropas en la capital, permitiendo así a Cao, presentarse a la presidencia, que compró en octubre de ese año, a pesar de las críticas  ciudadanas. Cao había prometido a Feng la concesión de un sustancioso impuesto que le permitiría mantener a sus tropas.
En noviembre Cao le nombró —como a otros muchos altos mandos— mariscal, el más alto rango militar y un mes más tarde, el 17 de diciembre, falleció su primera esposa; el 19 de febrero de 1924 contrajo matrimonio nuevamente, esta vez con una mujer educada que participó en los proyectos reformistas de Feng, a diferencia de la fallecida, que no había tomado parte en sus proyectos.
Feng permaneció en la camarilla mientras preparaba su ruptura con esta. Conspiró con Hu Jingyi y Xue Yue, oficiales supuestamente leales a la camarilla, para arrebatar el poder a Wu Peifu y Cao Kun, principales caudillos de Zhili que controlaban el Gobierno de Beiyang.

### Traición a Wu Peifu
Durante la Segunda Guerra Zhili-Fengtian de 1924 Feng era el encargado de defender Rehe de la camarilla de Fengtian. Feng se quejó de la falta de dinero y armamento asignado por Wu Peifu para sus fuerzas y de la necesidad de que estas se abasteciesen de los territorios por los que fuesen pasando en su marcha contra Zhang Suolin. Ante los rumores de descontento de Feng y de la posibilidad de que se declarase neutral en el conflicto, Wu envió delegados para vigilar a Feng; para su desgracia, estos estaban confabulados con Feng.
En vez de avanzar contra Zhang, cambió de bando, abandonó la defensa de Jehol y se apoderó por sorpresa de la capital en el golpe de Pekín el 23 de octubre de 1924. Este acontecimiento hizo que el caudillo de Shandong, Zhang Zongchang se decidiese a proclamar su neutralidad, lo que facilitó la victoria de Fengtian. Wu trató de obtener refuerzos de los caciques de las provincias del Yangzi, pero el Guominjun, que controlaba las rutas al norte, lo impidió. El 5 de noviembre, Feng lograba tomar Tianjin, que Wu había abandonado dos días antes.
El golpe de Estado de Feng trajo cambios políticos de gran envergadura en China. Feng encarceló al cabecilla de Zhili y presidente, Cao Kun, entregó la presidencia al más liberal Huang Fu, expulsó al último emperador Qing de la Ciudad Prohibida e invitó a Sun Yatsen a Pekín para resucitar el gobierno republicano y reunificar el país. Sun viajó a Pekín a pesar de su enfermedad y murió allí el 12 de marzo de 1925. El 25 de octubre de 1924 había obligado a dimitir al gabinete, sustituyéndolo por uno de sus partidarios.

### Breve periodo de poder y derrota

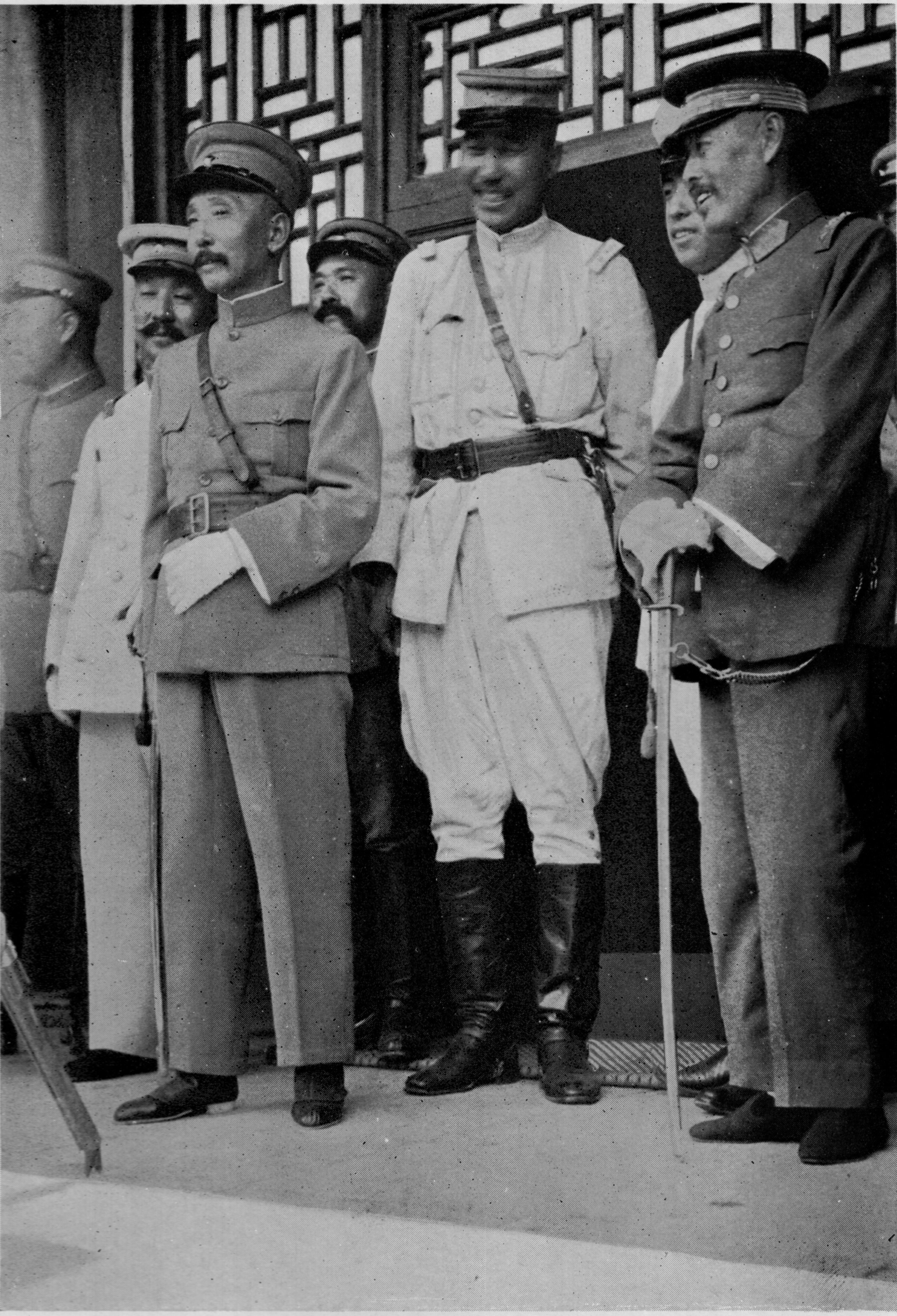
Reunión de vencedores en Pekín en junio de 1926:a la izquierda Zhang Zuolin, a la derecha Wu Peifu, en el centro entre los dos Zhang Zongchang, que controlaba Shandong. Tras Wu se vislumbra al hijo y sucesor de Zhang Zoulin, Zhang Xueliang. La coalición Wu-Zhang derrotó temporalmente a Feng.

Feng renombró su ejército como Guominjun o del Ejército Popular Nacional. Para mantener su alianza con la camarilla de Fengtian hubo de admitir el regreso a la presidencia de Duan Qirui, antiguo caudillo de la camarilla rival de Anhui, a pesar de su preferencia por un sistema de consejo. Una conferencia entre los tres caudillos en diciembre de 1924 sirvió para que se repartiesen temporalmente las zonas de influencia, pero la rivalidad entre Feng y Zhang fue en aumento. Ni un solo partidario de Feng ingresó en el Gobierno que formó Duan. A finales de año, sus unidades habían crecido hasta contar con alrededor de sesenta mil soldados.
El 25 de noviembre, proclamó que se había alcanzado la paz y que se retiraba al extranjero pero, en realidad, marchó a las provincias del noroeste para reforzar su poder militar que equilibrase el de Zhang. A comienzos de 1925, Feng se instaló en Kalgan mientras que dos de sus partidarios se hacían con los gobiernos provinciales de Suiyuan y Chahar; en agosto se hizo además con el control de Gansu. Para entonces el norte del país había quedado dividido en dos bloques: el noroccidental controlado por Feng, que incluía Suiyuan, Chahar, Gansu, Henan y Shaanxi y el nororiental controlado por Zhang, que incluía las tres provincias manchúes, Shandong, Zhili, Jehol, Jiangsu y Anhui.
Feng puso en marcha un plan de colonización del noroeste para desarrollar agrícola e industrialmente la región, poco poblada, pero el estallido de un nuevo conflicto militar le obligó a abandonarlo al poco de empezar. Escaso de fondos a pesar de las múltiples medidas aplicadas para recaudarlos, Feng tuvo que rebajar su habitual plan de reformas para aumentar la recaudación; prohibió el comercio de opio, pero se lucró de él imponiendo multas por su venta en vez de erradicarla. Aun así, instauró un centro de tratamiento para opiómanos, gratuito para los pobres. Mantuvo los prostíbulos, que también obligó a tributar, aunque también inauguró un centro de reinserción de prostitutas, uno de los varios centros de servicios sociales que fundó en los territorios bajo su control.
En 1925 ambos caudillos se disputaron el control del importante ferrocarril Pekín-Hankou, que casi llevó a la guerra entre ambos. El principal punto de fricción entre los dos rivales era la capital y su región. La tensión y la amenaza de choques armados marcaron todo el año. En mayo, el envío de Zhang de unidades a la capital aumentó el riesgo, que solo se evitó por la retirada de las fuerzas de Feng de la ciudad y más tarde por la delicada situación nacional por las protestas en las ciudades a causa de manifestantes en Shanghái, que hacía un enfrentamiento entre los dos caudillos militares inoportuno. Para el otoño, el control de la capital, que conllevaba el del Gobierno nacional, había cobrado mayor importancia por la decisión de las potencias de conceder mayor autonomía aduanera al Gobierno, lo que supondría un notable aumento de los ingresos para el caudillo militar que obtuviese su dominio. A lo largo del año, el poder de Feng aumentó más allá de las provincias noroccidentales que se le habían concedido: ocupó Shaanxi y Henan. Su avance hacia el sur, sin embargo, alarmó a los caudillos menores de la camarilla de Zhili, que controlaban los territorios sobre los que avanzaba Feng, lo que dio la oportunidad a Wu Peifu de obtener su respaldo para oponerse a los ataques de Feng.
El control de la costa por parte de Zhang obligó a Feng a acercarse a los soviéticos para asegurarse el suministro de pertrechos. El respaldo de la Unión Soviética al Guomindang forzó a Feng a permitir la propaganda —muy controlada— de esta entre sus soldados a cambio de armas y asesores. A finales del verano de 1925, gracias a la absorción de diversas unidades y al continuo reclutamiento de nuevas tropas, Feng contaba con más de cien mil soldados bajo su mando. Para tratar de compensar la pérdida de contacto personal y de disciplina con las nuevas tropas, Feng acentuó los programas de adoctrinamiento. El 2.º Ejército del Guominjun, por su parte, contaba por entonces con más de doscientos cincuenta mil soldados, pero su calidad era muy inferior a las tropas bajo mando directo de Feng, a menudo poco más que bandidos y muchos de ellos opiómanos. Al igual que en el 3.er Ejército, que contaba con unos treinta mil, la disciplina era escasa y el saqueo a la población, habitual. Durante el verano de 1925, el 2.º y 3.er ejércitos se hicieron con el control de Henan y Shaanxi, cuyos gobiernos recibieron formalmente del Gobierno de Pekín. Durante el año, Feng acentuó su tradicional antiimperialismo, en parte debido a la situación del país y la indignación de la que surgió el Movimiento del Cuatro de Mayo, aunque también por su acercamiento a los soviéticos y al Guomindang.
El esperado enfrentamiento con Zhang se desencadenó a finales de 1925 y al comienzo resultó favorable a Feng. El detonante del enfrentamiento fue Sun Chuanfang, que deseaba extender su poder por la China central y detener la expansión de Zhang en la zona. El interés común de frenar a Zhang unió a Feng y a Sun. Sun atacó a las fuerzas de Zhang, que se retiraron rápidamente; este desplegó setenta mil hombres en Zhili a la espera de un ataque de Feng que, sin embargo, no apoyó la ofensiva de Sun, se declaró neutral y evitó los choques con las unidades de Zhang. En especial, el resurgimiento a finales de octubre de Wu Peifu al frente de una coalición de caciques militares del centro y sur del país disuadió a Feng de atacar a Zhang, poco dispuesto a ayudar así a Wu. El reforzamiento de las posiciones de Zhang en la zona de la capital también aconsejaban prudencia. Duan Qirui hubo de mediar en noviembre para evitar el choque. Durante estas conversaciones, Feng exigió la evacuación del ferrocarril Pekín-Hankou por parte de las unidades de Zhang y acceso al puerto de Tianjin. Poco después (12 de noviembre) y gracias a las derrotas infligidas a Zhang por los ejércitos del sur, logró que este le cediese el control del ferrocarril Pekín-Hankou; para entonces el 2.º Ejército había comenzado a atacar Shangdong pero Sun había detenido su avance tras tomar Anhui y Jiangsu. El favorable comienzo de la rebelión de Guo Songling contra Zhang —acordada con Feng al tiempo que este pactaba con Zhang— se tornó en ominosa posibilidad de derrota cuando fue vencido y muerto cerca ya de Mukden el 23 de diciembre y Zhang y Wu sellaron una alianza en su contra; para tratar de evitar un ataque conjunto, renunció de sus cargos y se retiró el 1 de enero de 1926.187 Entregó los territorios que controlaba a sus subordinados, solicitó que estos nombramientos fuesen reconocidos por el Gobierno y proclamó su retirada de la política. Sus fuerzas habían fracasado en el intento de tomar contacto con las de Guo, habían sido derrotadas en Shandong a finales de noviembre por Zhang Zongchang y únicamente habían logrado tardíos avances en Jehol a principios de diciembre. Lograron demasiado tarde hacerse con el control de este y de Zhili. Los japoneses, que veían en Guo un representante de los soviéticos por su alianza con Feng, sostuvieron de manera decisiva a Zhang y frustraron el triunfo del alzamiento.
No logró, sin embargo, mantener una alianza permanente con Sun ni recuperar la confianza de Wu, que se negó a aliarse con él para enfrentarse a Zhang. Sus tratos con militares de la camarilla de Fengtian que condujeron al fracasado golpe contra Zhang en Manchuria el 23 de noviembre de 1925 tampoco le habían servido para lograr la victoria, aunque le permitieron controlar temporalmente Zhili y forzar la retirada de Zhang a Manchuria. La toma de Tianjin le costó gran número de bajas. La fallida estratagema de Feng en Manchuria condujo, no obstante, a la alianza de Wu y Zhang que finalmente llevó a la derrota de Feng en enero. Estos justificaron su pacto contra Feng como necesario para frenar el comunismo, que Feng representaba por sus relaciones con la URSS. Su renuncia tampoco libró al Guominjun de la esperada ofensiva conjunta de Zhang y Wu. En el sur, las fuerzas de Wu derrotaron al Guominjun en Henan y en el norte pronto las dos camarillas aliadas tomaron el control de la capital y de su región a comienzos de la primavera.
Perdió el control de Pekín y se retiró a Zhangjiakou en abril, replegándose luego a las provincias occidentales, por lo que su ejército pasó a ser conocido como Ejército del Noroeste. A finales de marzo, abandonó Suiyuan y partió a Urga, donde accedió finalmente a unirse al Guomindang. Partió a la Unión Soviética y llegó a Moscú el 9 de mayo; regresó en septiembre, tras lograr acuerdos de apoyo militar de los soviéticos. La impresión general de la Unión Soviética fue muy favorable y asoció el gobierno comunista con el progreso del país.
Mientras, las fuerzas coaligadas de Wu y Zhang, expulsaban de sus posiciones al Guominjun. Las de Wu se hicieron con Henan entre febrero y marzo tras derrotar al 2.º Ejército del Guominjun. En el norte, los restos de las fuerzas de Guo —formalmente el 4.º Ejército del Guominjun— tuvieron que retirarse al sur de la Gran Muralla y el Guominjun perdió el control de Jehol en febrero tras cruentos combates. A mediados de abril, tras perder la capital, se fortificaron en el desfiladero de Nankow, al noroeste de la ciudad. Cerca de cuatrocientos cincuenta mil hombres de Wu y Zhang fueron necesarios para expulsar a las unidades del Guominjun de esta posición a lo largo del verano. El 14 de agosto, los cien mil supervivientes del Guominjun abandonaron las fortificaciones y las provincias de Chahar y Suiyuan para concentrarse en Gansu y Shaanxi. La victoria otorgó pasajeramente a Zhang el control del norte del país.
El 16 de septiembre publicó un largo manifiesto en el que proclamaba su adhesión a Guomindang.41 Feng había alcanzado un pacto con los soviéticos ya en abril de 1925 y recibido de la URSS municiones para sus tropas. A pesar de su derrota el Guominjun, permaneció como una fuerza notable en el norte de China. Su delicada situación, sin embargo, le convenció de la necesidad de acercarse al  Guomindang.

### Unión con el Guomindang
En abril de 1926, el sucesor de Sun Yatsen, Jiang Jieshi lanzó la Expedición al Norte desde Cantón contra los caudillos militares del norte. Feng brindó su apoyo a los nacionalistas a partir de agosto de 1926; el Guominjun atacó Shaanxi, que logró controlar a final de año. Su unión al Guomindang le otorgó de inmediato un puesto en el Gobierno nacionalista de Cantón. Feng forzó a sus tropas a continuar la campaña en Henan y en la primavera de 1927 consiguió el control del norte de la provincia. En el otoño logró repeler con cierta dificultad una ofensiva del Ankuochun en Henan y el 16 de diciembre tomó Xuzhou, donde tomó contacto con fuerzas del Guomindang que habían avanzado hacia el mismo objetivo a lo largo del ferrocarril Tianjin-Pukou.
Cortejado por las dos fracciones del Guomindang, tras diversas conversaciones Feng se decidió a apoyar a la encabezada por Jiang Jieshi que tenía su centro en Nankín. A su regreso de entrevistarse con Jiang, comenzó a deshacerse de los comunistas en los territorios que controlaba y puso fin a la influencia de los asesores militares soviéticos en China.
Los nacionalistas vencieron a la camarilla de Zhili en el sur y Feng se aseguró el control sobre gran parte del centro y norte de China. Durante la segunda campaña de la expedición, sus fuerzas, unas treinta divisiones agrupadas en el II Grupo de Ejércitos, tuvieron un destacado papel en los combates en el norte del país. Zhang Zuolin se vio obligado a ordenar la retirada de las fuerzas de Fengtian de nuevo a Manchuria, su base tradicional. El Guominjun de Feng recibió los ataques más duros de Wu Peifu en Zhili, lo que permitió al Guomindang adelantar con su ataque en Wuhan hasta que Wu no pudo ya vencer en la batalla por las tres ciudades.
Tras la victoria, los comandantes de los cuatro cuerpos de ejército (Jiang Jieshi, Yan Xishan, Li Zongren y Feng), se reunieron para tratar la desmovilización de unidades, sin llegar a ningún acuerdo.
En octubre, tras la reorganización del Gobierno de Nankín, se nombró a Feng ministro de Defensa y vice primer ministro. Mantuvo el control de las provincias de Henan, Shaanxi, Gansu y parte de Shangdong.

### Desavenencias con Jiang Jieshi

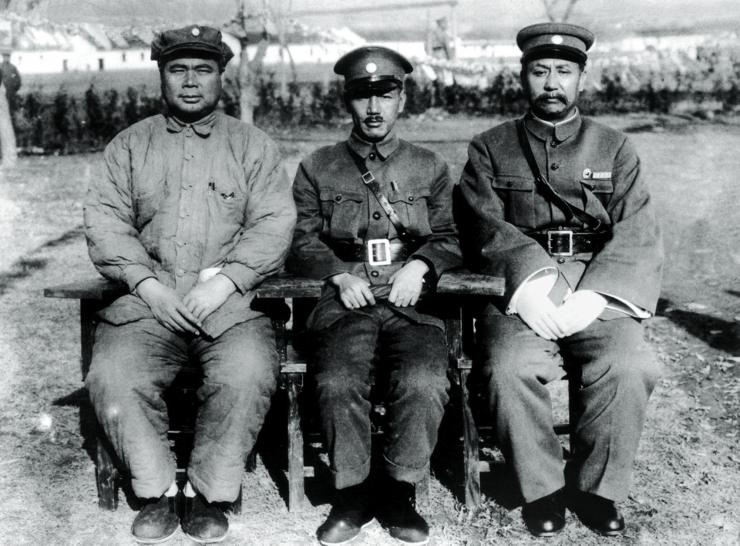
Feng Yuxiang, Jiang Jieshi y Yan Xishan, aliados hasta la Guerra de las Planicies Centrales en 1930.

A pesar del acuerdo alcanzado en enero de 1929 para reducir el número de tropas y reorganizar el Ejército, las medidas pactadas nunca se pusieron en práctica. Feng se tornó descontento con el régimen del KMT de Jiang Jieshi que gobernaba en Nankín. Feng creía que el plan de demovilización favorecía a Jiang y sus partidarios. En abril Jiang tomó el control de Shangdong, lo que privó a Feng de acceso al mar. Feng acusó a Jiang de favorecer financieramente a sus tropas y de amañar el tercer congreso del Guomindang.
El 20 de mayo, declaró su independencia del Gobierno de Nankín. Feng concentró sus fuerzas en Henan y Shaanxi, pero parte de estas desertaron y se pasaron al Guomindang. Este revés le privó del control de Henan. Los combates comenzaron a mediados de octubre. Yan no participó en los combates. Estos finalizaron con la retirada del Guominjun de Henan a finales de noviembre.
En febrero de 1930, se unió entonces a Yan Xishan (caudillo de la provincia de Shanxi) y Li Zongren (cacique de Guangxi) para tratar de acabar con la supremacía de Jiang. El 11 de mayo comenzó la ofensiva de los coaligados contra Jiang. Las fuerzas del sur avanzaron rápidamente hasta la derrota en Hengyang, que las eliminó de la contienda. Mientras Yan y Feng recibían el apoyo de parte del Guomindang encabezado por Wang Jingwei, duros combates tuvieron lugar en Henan y Shangdong. A comienzos de septiembre, la alianza perdió Shangdong y dependía de la benevolencia de Zhang Xueliang para sostener su lucha contra Jiang; la intervención de Zhang a favor de este el 18 de septiembre selló la derrota de los coaligados, que abandonaron la contienda a comienzos de octubre. Jiang había vencido en la Guerra de los Llanos Centrales y Feng tuvo que ceder el mando de sus unidades. El Guomindang alentó la rebelión de los musulmanes y mongoles en las regiones noroccidentales controladas por Feng Yuxiang y Yan Xishan para debilitar su levantamiento contra Jiang.

## Alejado del poder

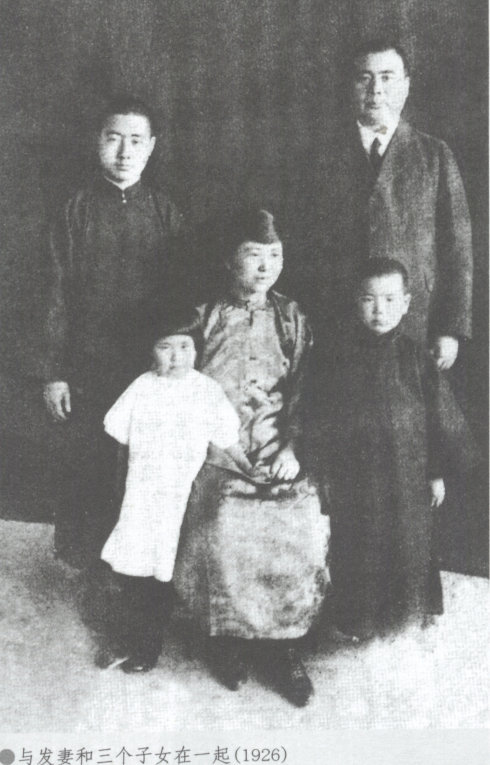
Feng Yuxiang y su familia

Despojado de su poder militar, Feng pasó los primeros años de la década de 1930 criticando la escasa resistencia de Jiang ante la agresión japonesa. Aunque desempeñó varios cargos en el Gobierno nacional, nunca volvió a tener poder real. En diciembre de 1931, volvió al comité ejecutivo central del Guomindang y al Consejo de Estado. En febrero de 1932, se le nombró ministro de Interior, pero no desempeñó sus funciones y dimitió dos meses más tarde.
En octubre de 1932 marchó a Kalgan, donde permaneció hasta la primavera del año siguiente, cuando los japoneses comenzaron a avanzar en Chahar tras tomar el control de Jehol. El 26 de mayo de 1933, se convirtió en comandante en jefe del Ejército Popular Antijaponés de Chahar, una alianza de militares opuestos a la expansión japonesa, con Ji Hongchang y Fang Zhenwu como comandantes del frente. Con más de 100 000 hombre según Feng, sus fuerzas, al mando de Ji Hongchang, avanzaron hacia Duolun. Hacia julio de 1933 habían logrado expulsar a las tropas japonesas de Manchukuo de la provincia de Chahar. A finales de julio, Feng Yuxiang y Ji Hongchang establecieron en Zhangjiakou el «Comité para la recuperación de las cuatro provincias del Nordeste». Jiang Jieshi, temiendo que los comunistas hubiesen tomado el control del ejército de Feng, lanzó un ataque para rodearlo con 60.000 hombres. Aprisionado entre las fuerzas de Jiang y los japoneses, Feng Yuxiang renunció a su cargo y se retiró a Tai'an, en la provincia de Shandong en agosto, donde vivió recluido durante dos años.

## Últimos años

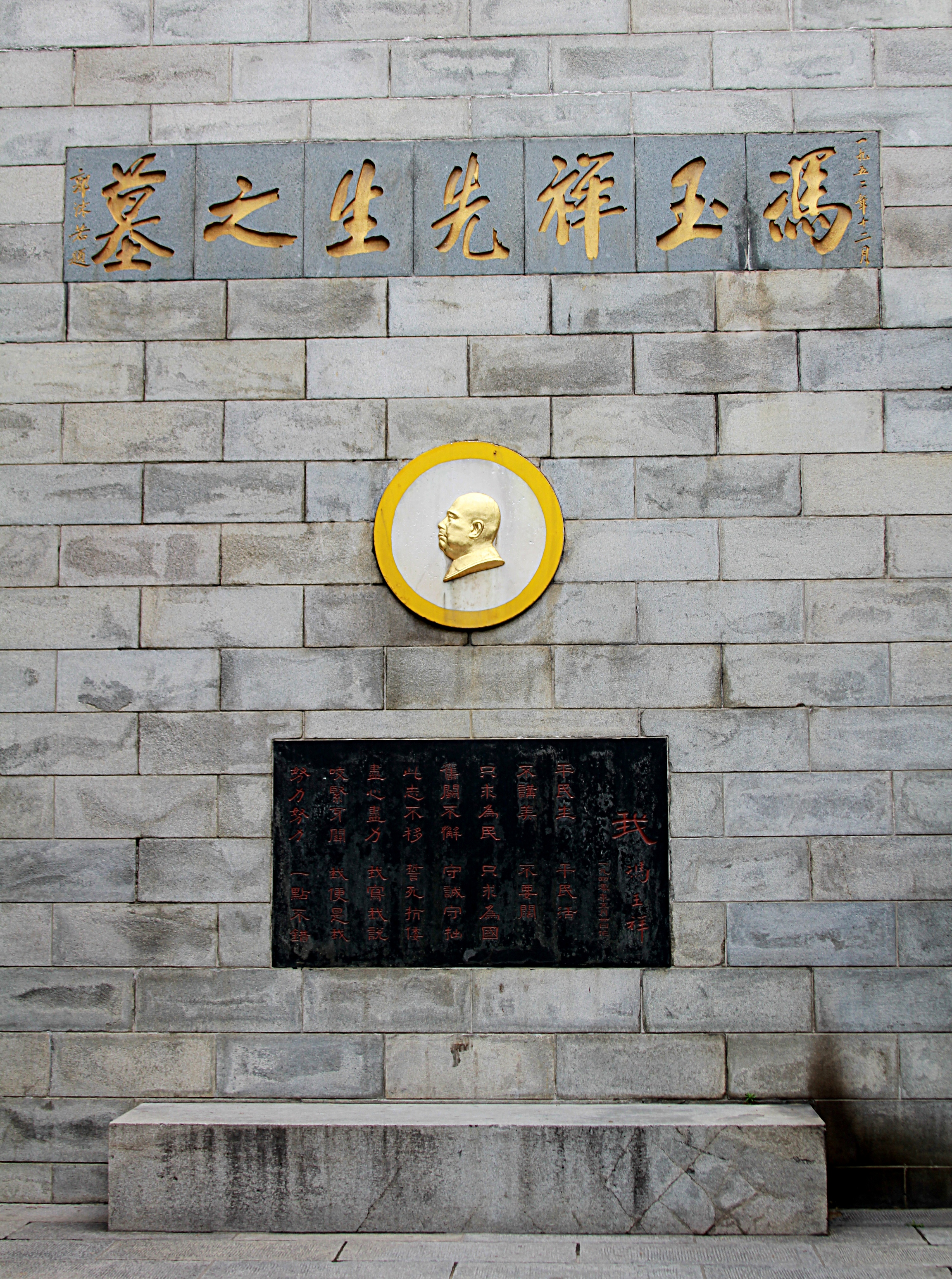
Tumba de Feng Yuxiang en el Monte Tai.

Entre 1935 y 1945 Feng Yuxiang apoyó al KMT y ocupó diversos cargos en el ejército nacionalista y en el gobierno. En octubre de 1935, Jiang lo invitó a Nankín para servir como el vicepresidente del Consejo Militar Nacional y se trasladó a Nankín el 6 de enero de 1936. Ocupó el puesto —puramente nominal— hasta 1938 y permaneció como miembro del Consejo hasta 1945. Durante el Incidente de Xi'an, cuando Jiang Jieshi fue retenido por los jefes militares rebeldes, exigió su liberación inmediata. Sheridan, p. 276  Al estallar la Segunda Guerra Sino-japonesa en 1937 fue nombrado comandante en jefe de la VI zona de guerra de las que se dividió el territorio bajo control del Gobierno. Durante la guerra desempeñó diversos cargos, pero no se le permitió participar activamente en las operaciones militares.
Al acabar la Segunda Guerra Mundial, en 1946 viajó a los Estados Unidos por encargo del Gobierno, pero criticó abiertamente el régimen de Jiang y el apoyo de la administración de Truman a este. Durante su estancia en Estados Unidos visitó a la viuda del general Joseph Stilwell, que había desempeñado un destacado papel en China y al que admiraba.  Se negó a regresar a China en 1947 y en enero de 1948 se le eligió como miembro del comité del Guomindang opuesto a Jiang y con sede en Hong Kong. En julio embarcó con destino a Odesa pero falleció en un incendio que se desató en el barco poco antes de llegar a su destino.
Aunque nunca se unió al  Partido Comunista, se acercó al mismo en sus últimos años.
Los comunistas chinos clasificaron a Feng como un "buen caudillo militar" y sus restos fueron enterrados con honores en China en 1953, en el sagrado Monte Tai en Shandong. Su tumba se encuentra justo al este de la plaza del pueblo de Tianwai (36°12′25.86″N 117°6′7.95″E / 36.2071833, 117.1022083). Su viuda, Lu Te-chiuan, fue ministra de Salud Pública de la República Popular de China y desempeñó otros destacados cargos en la nueva república.

## Generales de la camarilla de Feng
Muchos de los antiguos subordinados de Feng Yuxiang se alistaron o unieron sus fuerzas al Ejército Nacional Revolucionario del Guomindang y lucharon con distinción en la segunda guerra sino-japonesa. Entre ellos se contaron Song Zheyuan, Tong Linge, Zhao Dengyu, Sun Lianzhong. Liu Ruming, Feng Zhian, Yang Hucheng, Ji Hongchang y Zhang Zizhong. Las principales excepciones fueron Sun Liangcheng y Qin Dechun, que colaboraron con los japoneses.